# Parafia Najświętszego Serca Pana Jezusa w Augustowie
Parafia Najświętszego Serca Pana Jezusa w Augustowie – parafia rzymskokatolicka w Augustowie (dekanat augustowski - św. Bartłomieja Apostoła). Kanonicznie erygowana 23 lipca 1549 z fundacji króla Polski Zygmunta II Augusta jako parafia św. Bartłomieja Apostoła.

## Historia
Obecny kościół, utrzymany w stylu neoromańskim, został zbudowany w latach 1906-1911 i konsekrowany przez biskupa łomżyńskiego, Stanisława Łukomskiego 18 czerwca 1932. W czasie II wojny światowej świątynia doznała poważnych zniszczeń. Po wojnie została odbudowana; wieże zrekonstruowano w latach 1980-1986.
7 września 1995 biskup ełcki, Wojciech Ziemba, zezwolił na całodzienną adorację Najświętszego Sakramentu. Natomiast 22 czerwca 2001 papież Jan Paweł II nadał kościołowi tytuł Bazyliki Mniejszej.
Proboszczem jest ks. kan. Wojciech Jabłoński.